# ルームサービス (インディーズアダルトビデオ)
ルームサービスとは、ハリウッドフィルムより発売されたインディーズのアダルトビデオシリーズ。1997年より発売された。

## 概要
- 通常のに比べて、薄消しのモザイクが特徴[1]。
- 「あなたのそばへ」という副題ないしキャッチコピーがついている。
- 1999年3月に超薄消しの初期10タイトルが捜査当局に押収された。

## 一覧
- ルームサービス1 小室友里
- ルームサービス2 東城みな
- ルームサービス3 沢山涼子
- ルームサービス4 星崎るな
- ルームサービス5 夏樹みゆ
- ルームサービス6 工藤小夏
- ルームサービス7 愛川香織
- ルームサービス8 Fカップ新人19歳
- ルームサービス9 河島ゆき
- ルームサービス10 牧野さおり
- ルームサービス11 上田美穂
- ルームサービス12 小野美晴
- ルームサービス13 松本かずき
- ルームサービス14 遠野みずほ
- ルームサービス15 篠原真女
- ルームサービス16 鮎川詩音
- ルームサービス17 みゆき
- ルームサービス18 鏡樹里亜
- ルームサービス19 中森加奈
- ルームサービス20 舞田奈美
- ルームサービス21 鈴木モモコ
- ルームサービス22 椎名みずき
- ルームサービス23 岩瀬真冬
- ルームサービス24 清原久美
- ルームサービス25 池田ふみか
- ルームサービス26 hikari
- ルームサービス27 榊真結
- ルームサービス28 玉麗華
- ルームサービス29 森本由麻
- ルームサービス30 武村由美
- ルームサービス31 川上まゆ
- ルームサービス32 美雪ちか

## 関連書籍
- 宝島 1998年8月5日号